# Самерсет (Охајо)
Самерсет (енгл. Somerset) град је у америчкој савезној држави Охајо.

## Демографија
По попису из 2010. године број становника је 1.481, што је 68 (-4,4%) становника мање него 2000. године.
| Група             | 2000.         | 2010.         |
| Белци             | 1.533 (99,0%) | 1.448 (97,8%) |
| Афроамериканци    | 0 (0,0%)      | 5 (0,3%)      |
| Азијати           | 1 (0,1%)      | 1 (0,1%)      |
| Хиспаноамериканци | 4 (0,3%)      | 9 (0,6%)      |
| Укупно            | 1.549         | 1.481         |